# Chromis woodsi
Chromis woodsi és una espècie de peix de la família dels pomacèntrids i de l'ordre dels perciformes.

## Morfologia
Els mascles poden assolir els 9,5 cm de longitud total.

## Distribució geogràfica
Es troba des de Somàlia fins a Sud-àfrica.